# Musées du château des Rohan à Saverne
Les Musées du château des Rohan se situent à Saverne, dans le département du Bas-Rhin.
Un long passé, souvent tumultueux est présenté dans ces musées, installés dans la résidence épiscopale. Le château accueille la donation Louise Weiss et de riches collections archéologiques et historiques.
En outre, il accueille des expositions temporaires dans la grande galerie du château menant à la partie du musée présentant la donation Weiss.

## La section archéologique
Le musée de Saverne possède une riche collection de stèles et fragments lapidaires gallo-romains provenant en grande partie de l'antique Tres Tabernæ. En effet, près de 450 stèles et éléments architecturaux provenant de Saverne, de sa région, d’Alsace Bossue et du département de la Moselle. Les forêts du nord du massif vosgien constituent un milieu géographique particulier qui a permis une exceptionnelle conservation de nombreux sites archéologiques. Les aménagements anciens sont visibles sans aucune fouille et leur prospection a permis la découverte d’un important mobilier lapidaire gallo-romain. La présence de nombreuses carrières de grès a aussi favorisé la conservation des vestiges lapidaires antiques qui sont restés in situ.
Les sites représentés dans les collections du musée sont :

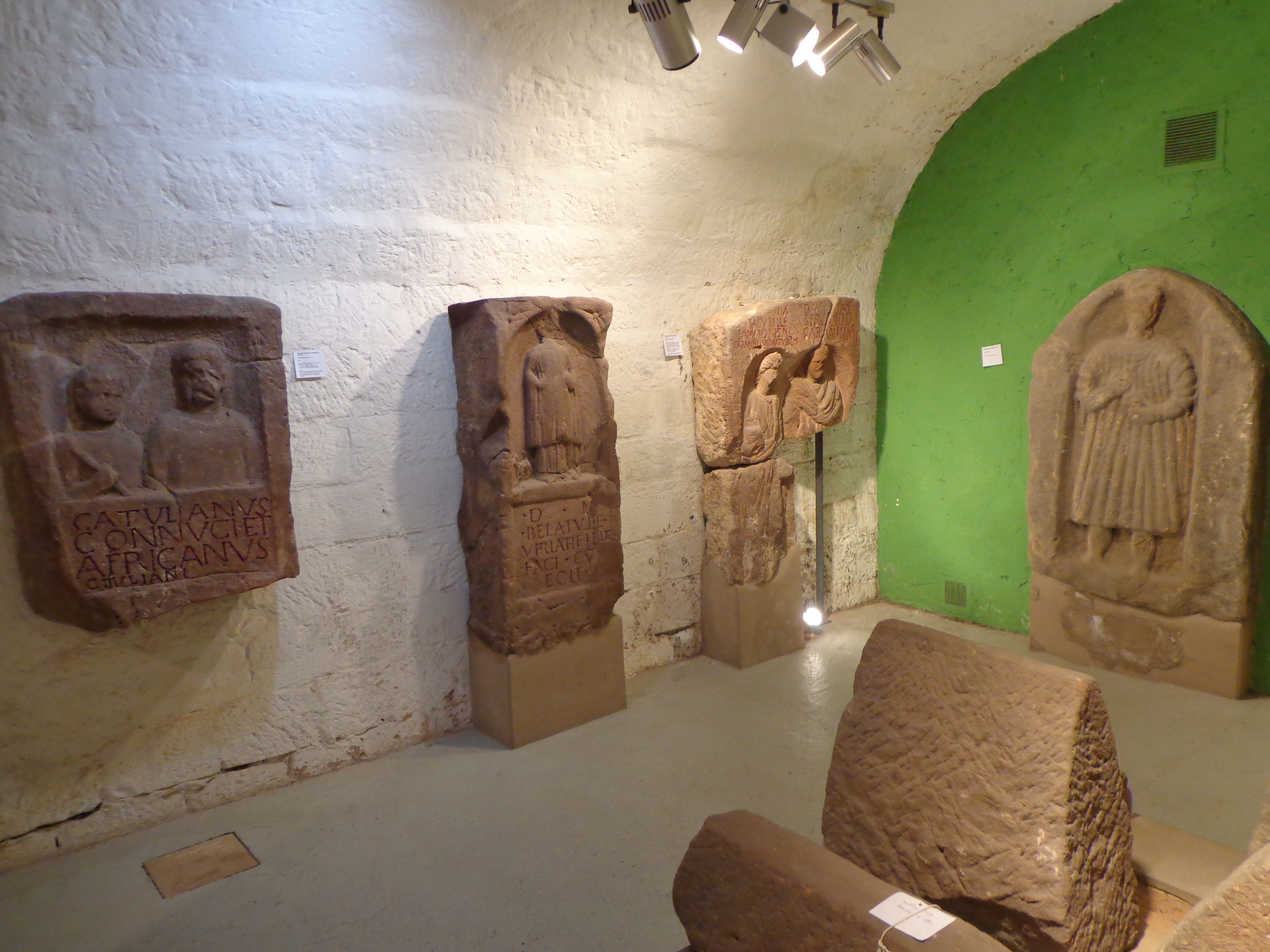
à Saverne, le relais routier gallo-romain d’Usspann, les nécropoles gallo-romaines de la Schlosserhöhe, du Herrgott et du Breitkopf,
- à Eckartswiller, les établissements gallo-romains du Fallberg et de la Rothlach,
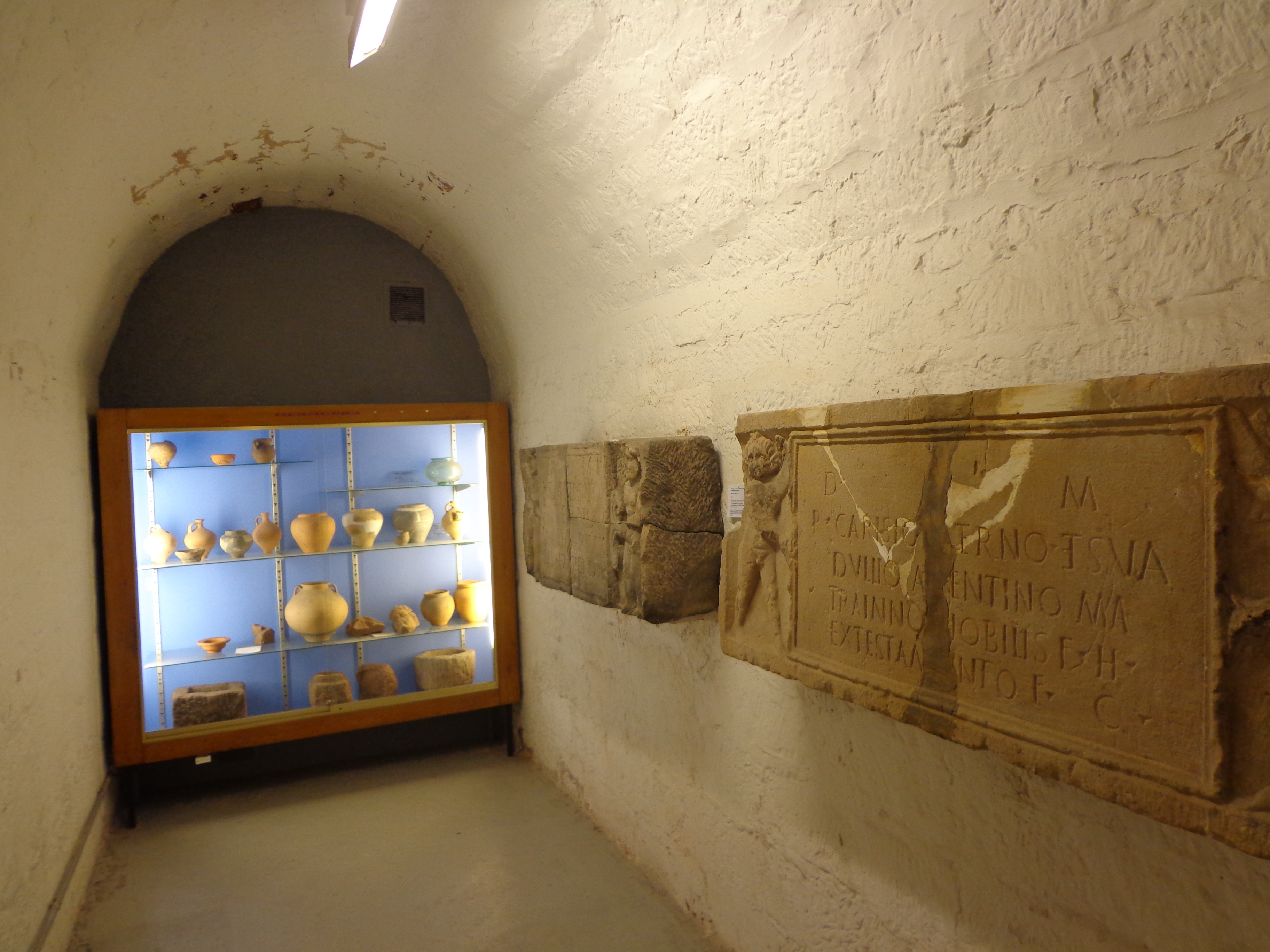
à Haegen, les établissements gallo-romains du Wasserwald, du Kempel, du Bannwald. À cet ensemble se rajoutent les sites mosellans de Waldscheid, St-Quirin, Garrebourg, St-Jean, Kourtzerode et Hultehouse. À Saverne, l’enceinte romaine du IVe siècle a été partiellement conservée dans la base du rempart médiéval. Aux XIXe et XXe siècles, des travaux de construction ont nécessité le démontage de la partie ouest du rempart (percée de la rue des églises, construction du square Latouche, du collège Poincaré, du nouveau collège, de la bibliothèque. Plus d’une centaine de fragments de monuments funéraires et votifs ont été découverts, alors qu’ils étaient réemployés dans la base de l’enceinte romaine. Le statut de dépôt de fouilles du musée de Saverne a également permis d’enrichir ses collections archéologiques. La collection de stèles funéraires et votives constitue un matériel de référence exceptionnellement abondant. Par son ampleur et la diversité des pièces, elle présente un très grand intérêt scientifique et elle est connue sur le plan national et international. Les stèles funéraires sont tout à fait exceptionnelles en nombre et offrent une vision complète de leur typologie.
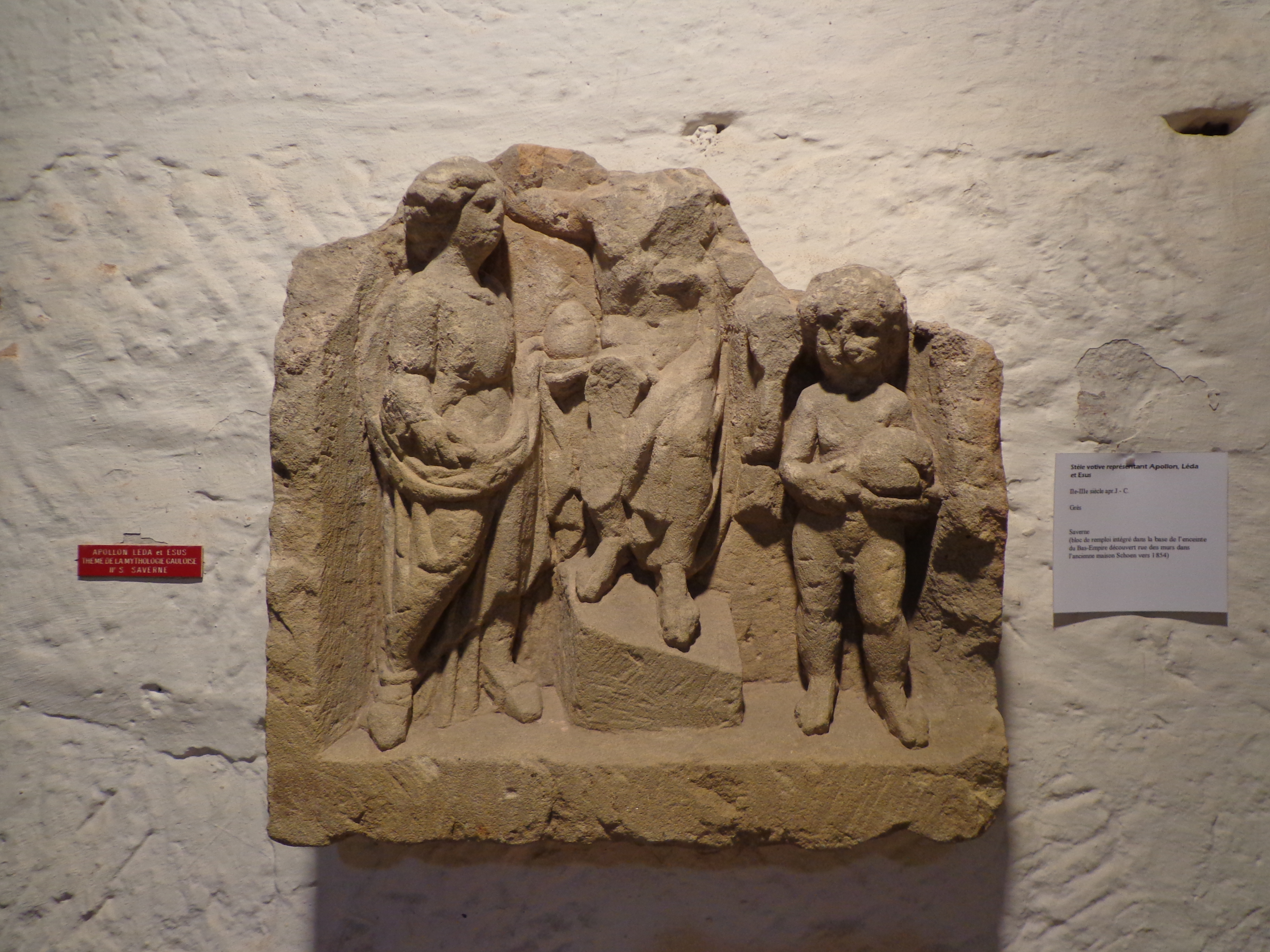
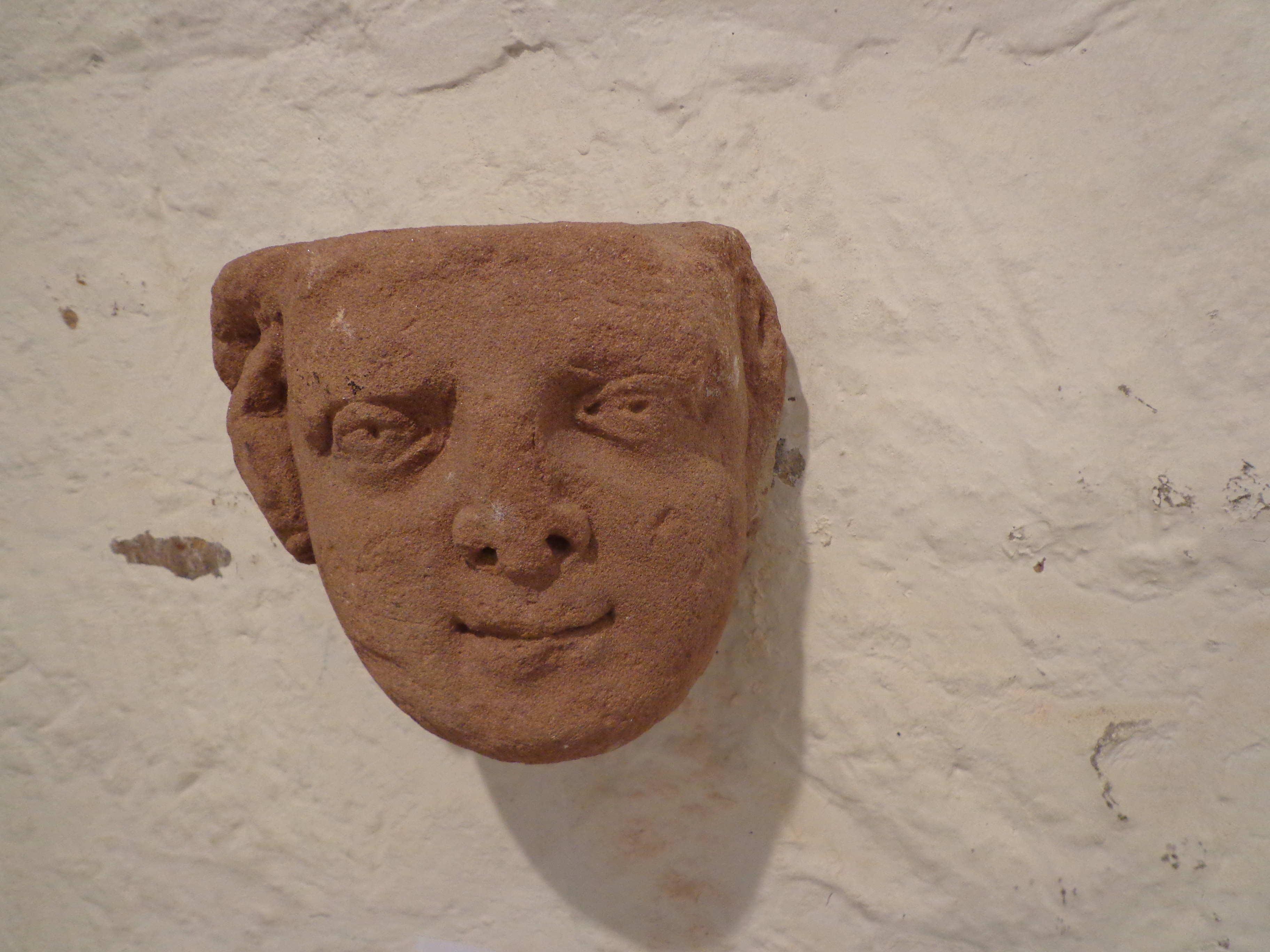
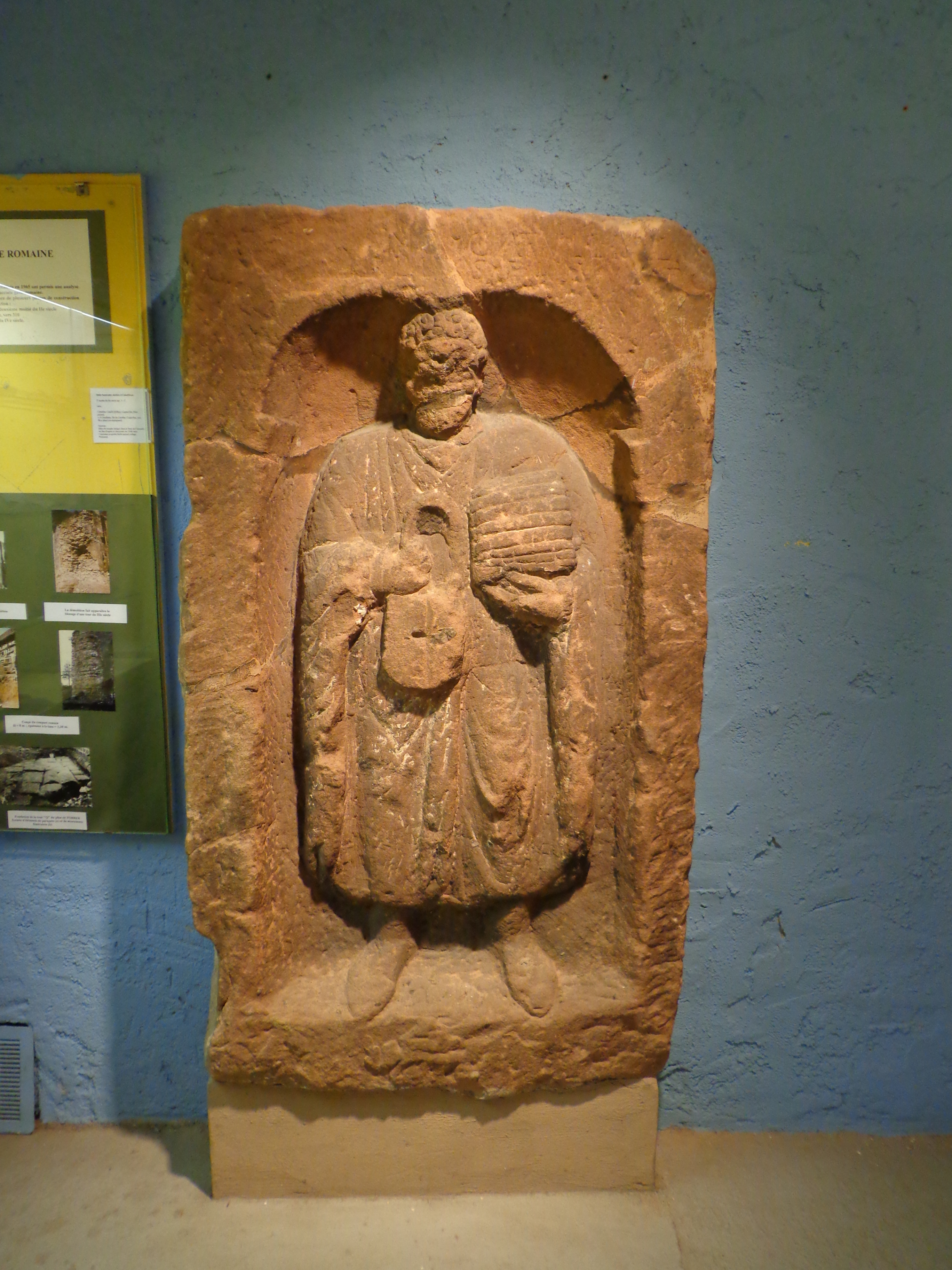
Aperçu de la première salle de la section.
- Section sur les nécropoles.
- La stèle de Catullinus
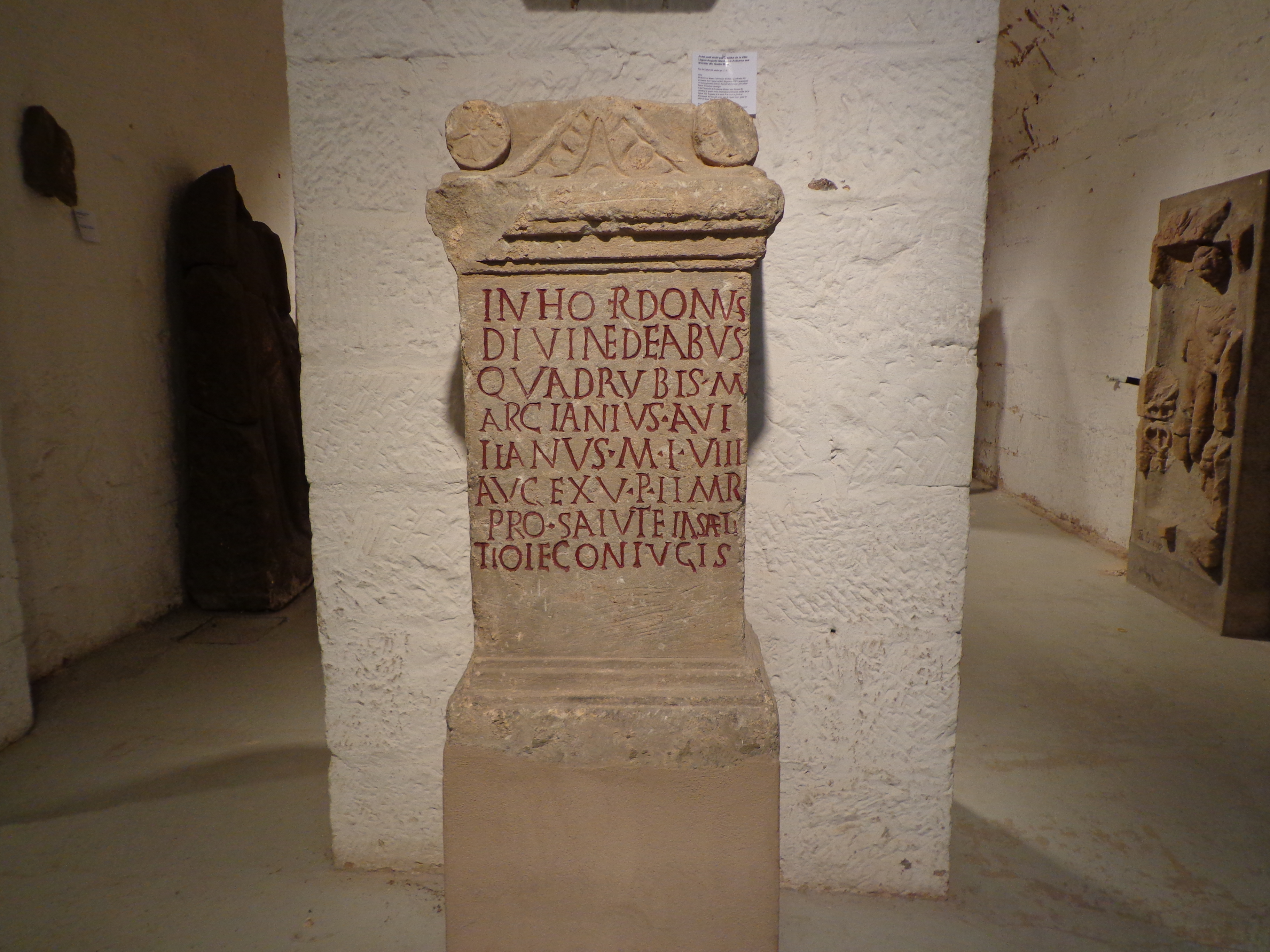
Autel aux déesses des quatre chemins.
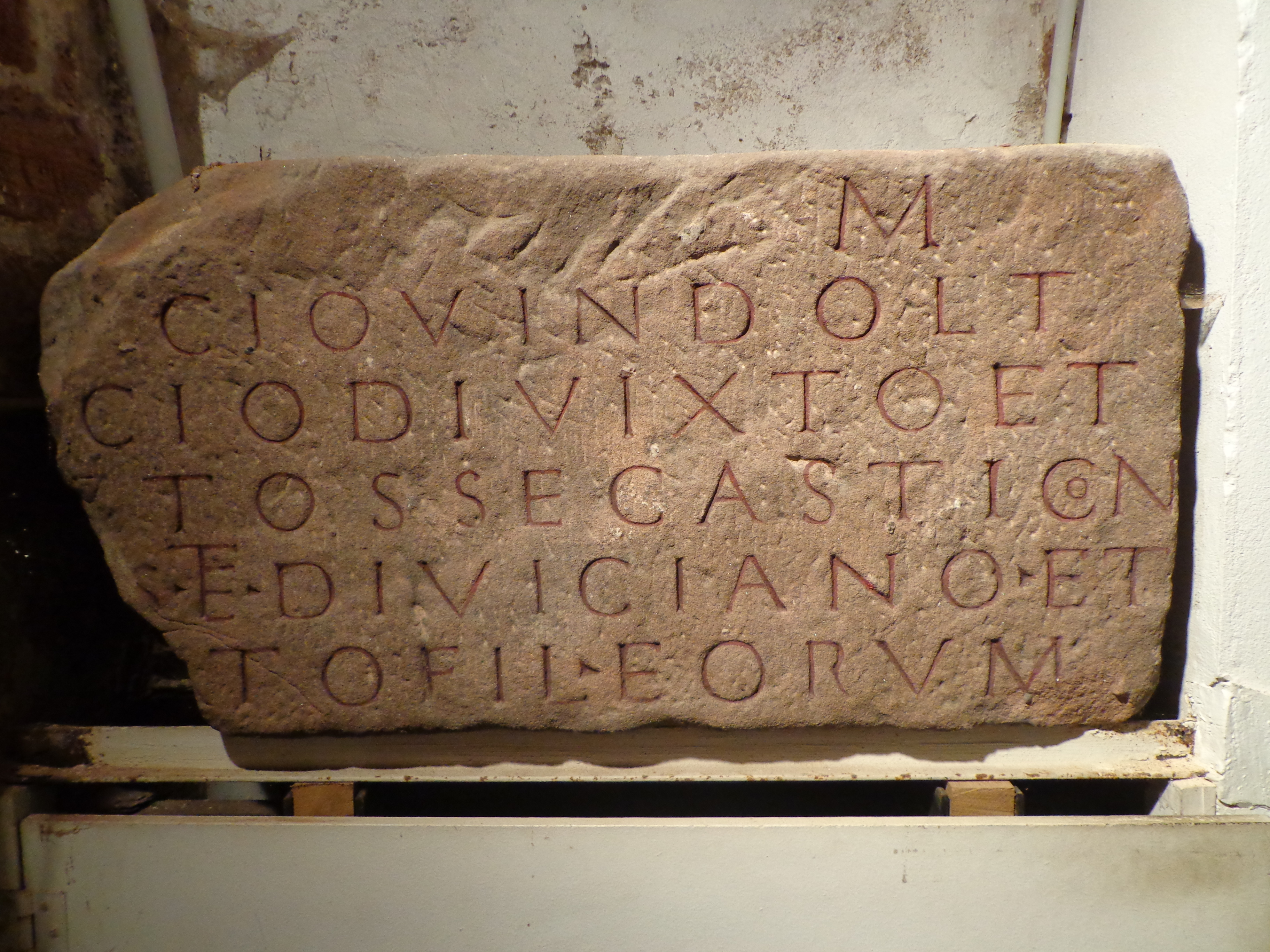

## L'histoire de Saverne et ses environs
- Maquettes du château et de la ville de Saverne.
- peintures.
- statues et statuettes polychromes religieuses.
- vestiges archéologiques retrouvés dans les fouilles des châteaux environnants.

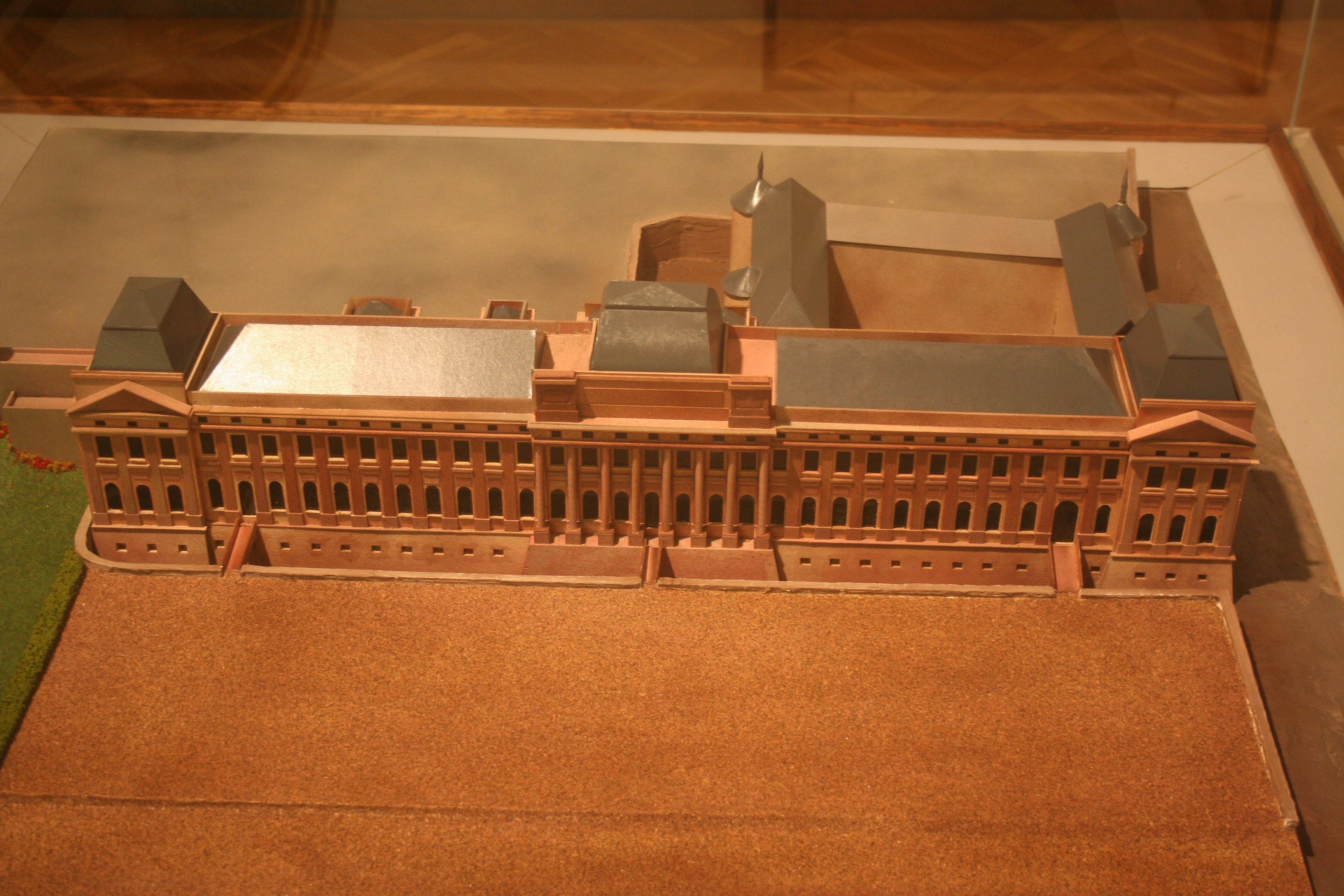
Le château à la fin du XVIIIe siècle
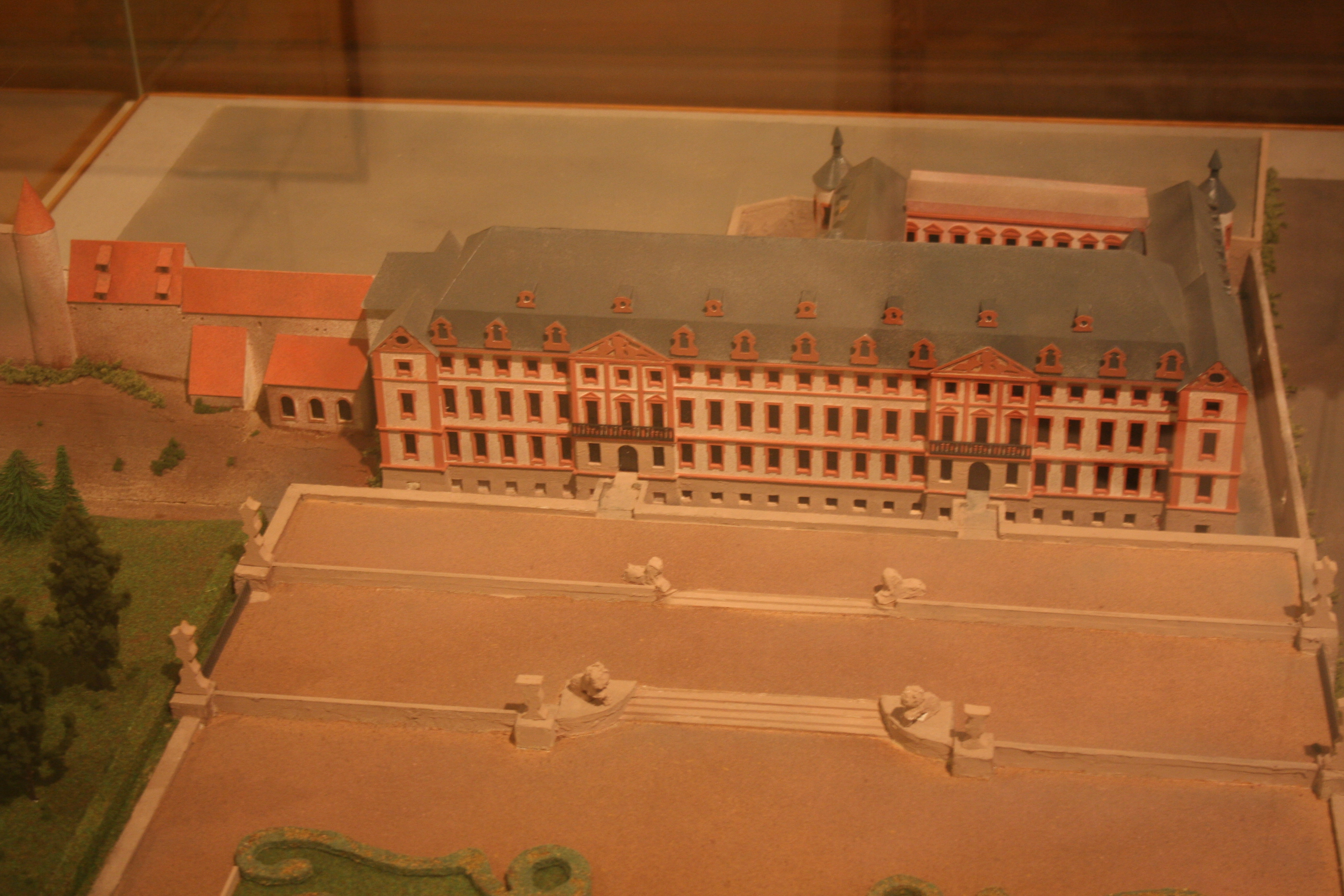
Le château avant l'incendie de 1779

## La donation Louise Weiss
Les combats de Louise Weiss sont évoqués par une riche collection d'objets, dans une présentation didactique permettant de comprendre la place de sa pensée dans l'histoire de son temps.
- mobilier.
- peintures, dessins des XIXe siècle et XXe siècle.
- collection ethnographique issue des voyages de Louise Weiss.
- affiches et revues.

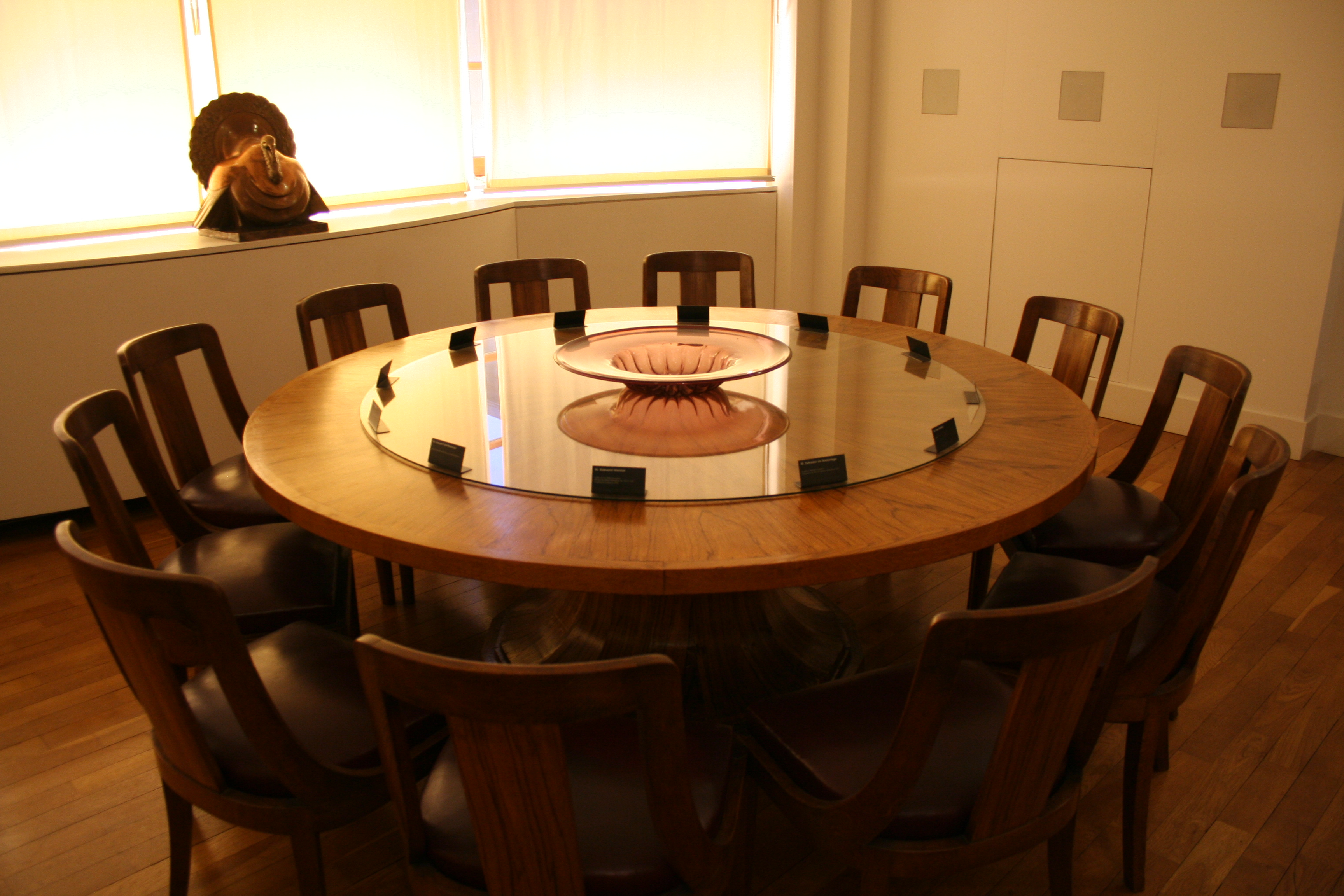
Salon parisien de Louise Weiss
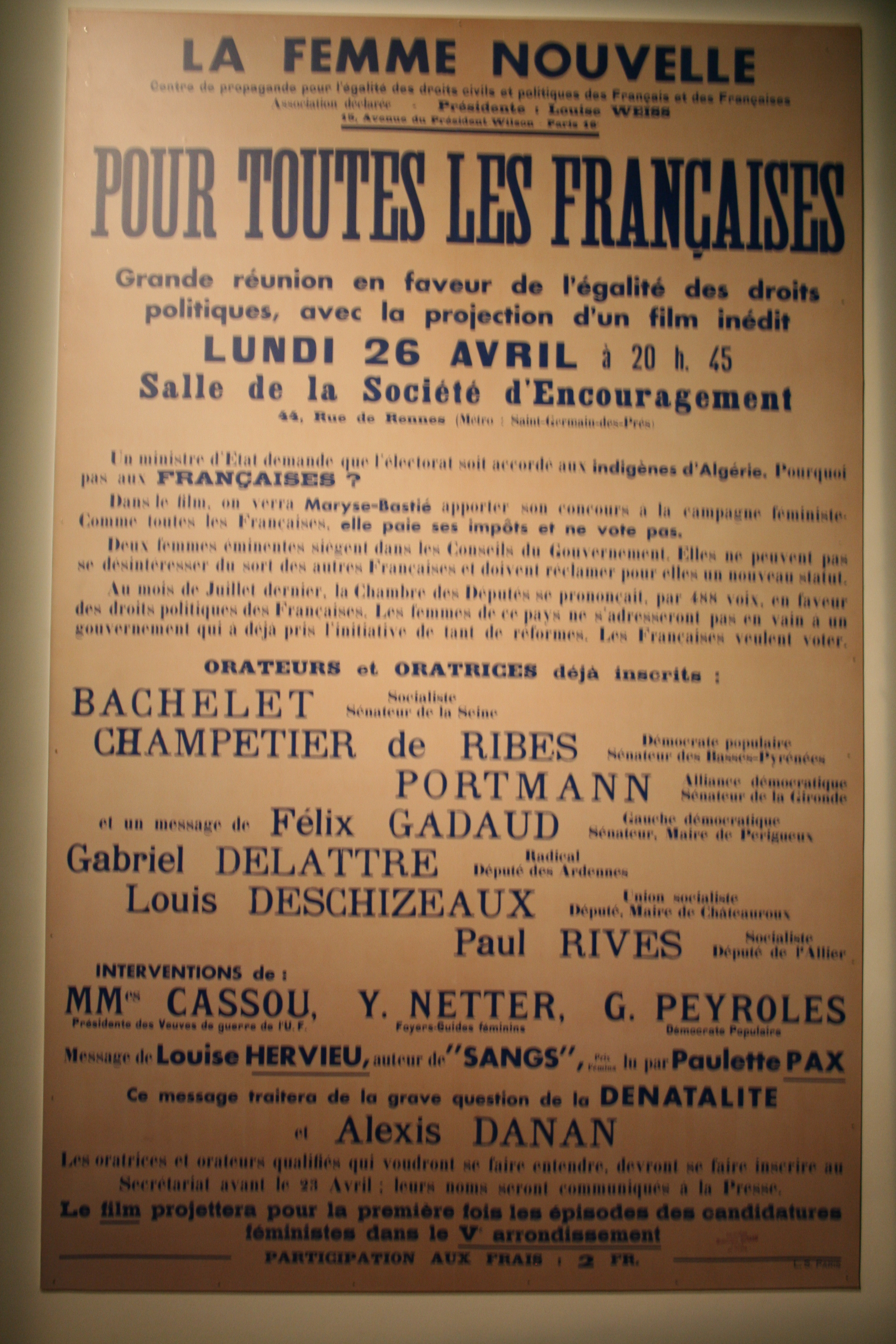
Affiche de La Femme Nouvelle